# Nelipîno, Svaleava
Nelipîno (în ucraineană Неліпино) este localitatea de reședință a comunei Nelipîno din raionul Svaleava, regiunea Transcarpatia, Ucraina.

## Demografie
Componența lingvistică a localității Nelipîno
     Ucraineană (98,68%)
     Alte limbi (0,82%)
Conform recensământului din 2001, majoritatea populației localității Nelipîno era vorbitoare de ucraineană (98,68%), existând în minoritate și vorbitori de alte limbi.